# Lee Gang-jin
Lee Gang-jin est un footballeur sud-coréen né le 25 avril 1986.